# Dragoslav Bokan
Dragoslav Bokan (magyarul ejtve: Dragoszláv Bokán, Belgrád, 1961. február 15.) szerb rendező, író, rovatvezető és publicista. 
Szélsőséges soviniszta, aki mint ilyen, aktívan részt vett a horvátországi háborúban. Közvetlenül felelős a „Fehér Sasok” félkatonai csoport által 1991 decemberében, Atyinában elkövetett mészárlásban, amikor horvát civileket gyilkoltak meg.

## Élete
Dragoslav Bokan 1961. február 15-én született Belgrádban. A belgrádi középiskola elvégzése után a belgrádi Drámaművészeti Karon diplomázott és posztgraduális filozófiai tanulmányokat is végzett.
Az 1980-as évek végén az Egyesült Államokba költözött. 1991 legelején, közvetlenül az Egyesült Államokból Belgrádba való visszatérése után, a Belgrádi Kiadó és Grafikai Intézetben (BIGZ) szerkesztőként dolgozott.
1992-ben Bokan megalapította a „Fehér Sasok” nevű szerb félkatonai csoportot, mely Horvátországban, valamint Bosznia-Hercegovinában szörnyű háborús bűncselekményeket követtet el. Kivégzések, kínzások, etnikai tisztogatások, rablások, nemi erőszakok voltak a „Fehér Sasok” jellemzői.
A horvát és bosnyák foglyok kivégzése és a holttestek Szávába dobálása közben, Bokan az újvidéki televíziónak a következőket mondta:
„Sajnálom a fiatal usztasákat, amikor kivégzésre vezetem őket. Viszont, amikor látom, hogy ellenfeleim holtan esnek, akkor a boldogság érzése önt el.”
A Belgrádban megjelenő Rusija danas folyóirat igazgatója. Szerepelt a Jugoszlávia halála című BBC sorozatban.
Írt a Pogledi magazinnak, valamint a Nova ideja magazin főszerkesztője volt. Vuk Devetak álnéven megírta „A szerb felkelés hősei” című gyermekeknek szóló gyűjteményt.
Sohasem vonták felelősségre tetteiért. A háború után a mai napig is szabadon él, sőt aktívan részt vesz a szerbiai közéletben.
2014. július 17-én kinevezték a Donyecki Népköztársaság szerbiai képviselőjévé, ezért Ukrajnában beutazási tiltólistára került.

## Fordítás
- Ez a szócikk részben vagy egészben  a   Dragoslav Bokan című horvát Wikipédia-szócikk ezen változatának fordításán alapul.  Az eredeti cikk szerkesztőit annak laptörténete sorolja fel. Ez a jelzés csupán a megfogalmazás eredetét és a szerzői jogokat jelzi, nem szolgál a cikkben szereplő információk forrásmegjelöléseként.
- Ez a szócikk részben vagy egészben  a   Dragoslav Bokan című angol Wikipédia-szócikk ezen változatának fordításán alapul.  Az eredeti cikk szerkesztőit annak laptörténete sorolja fel. Ez a jelzés csupán a megfogalmazás eredetét és a szerzői jogokat jelzi, nem szolgál a cikkben szereplő információk forrásmegjelöléseként.